# 杜爾祜
杜爾祜（1615年10月24—1655年1月5日），滿洲愛新覺羅氏。清太祖努爾哈赤曾孫、廣略貝勒褚英之孫、安平貝勒杜度長子，清朝多羅貝勒，謚號愨厚。
杜爾祜初封為輔國公。跟從太宗圍攻松山、錦州有軍功。其後因坐事，降襲鎮國公。再因甲喇額真拜山等告發他有怨望，杜爾祜被削爵，廢黜宗室資格。
順治元年（1644年），杜爾祜跟從多鐸南征。順治二年（1645年），以軍功恢復宗室資格，再被封為輔國公，賜金五十、銀二千。順治五年（1648年），跟從濟爾哈朗進軍湖廣。順治六年（1649年），大敗敵軍於永興，其次於辰州。進軍剿滅明軍於廣西，平定全州。順治七年（1650年），賜銀六百。順治八年（1651年），進封為貝勒。
順治九年（1652年）十月，世祖命杜爾祜與和碩鄭親王世子濟度，多羅信郡王多尼，多羅安郡王岳樂，多羅敏郡王勒度，貝勒尚善、杜蘭参与議政王大臣會議議政。順治十二年（1655年）二月逝世，賜予謚號「愨厚」。

## 家庭
- 妻，瓜尔佳氏，费英东女
- 子敦达，袭贝子，谥恪恭